# Рош, Ади
Ади Патрисия Рош (род. 11 июля 1955, Клонмел, Манстер) — ирландская активистка, антиядерная защитница и борец за мир, гуманитарную помощь и образование.
Основала и является генеральным директором Chernobyl Children’s Project International. Посвятила себя облегчению страданий детей после Чернобыльской ядерной катастрофы 1986 года.

## Ранние годы
Ади Рош родилась в Клонмеле, графство Типперэри, в 1955 году. После окончания средней школы пошла работать в Aer Lingus. Покинула компанию в 1984 году, чтобы работать полный рабочий день в качестве волонтёра Ирландской кампании за ядерное разоружение. Разработала Программу воспитания в духе мира и провела её в более чем пятидесяти школах по всей Ирландии. В 1990 году стала первой ирландкой, избранной в совет директоров Международного бюро мира при ООН в Женеве.

## Chernobyl Children International
В 1991 году Рош основала Chernobyl Children International для оказания помощи детям Белоруссии, западной России и Украины после Чернобыльской ядерной катастрофы 1986 года. Организация работает в сфере международного развития, а также медицинской и гуманитарной помощи. Она работает с детьми и семьями, которые продолжают страдать от стихийного бедствия.
Программа CCI «Дома надежды» представляет собой альтернативу государственным учреждениям. Для этих целей было куплено и отремонтировано 30 домов, что равносильно закрытию двух детских домов в республике Беларусь.
CCI построила и оборудовала первый в Беларуси детский хоспис, провела экспертное обучение персонала для обеспечения наилучшего ухода за пациентами, стала пионером в заключении новаторского соглашения об усыновлении между Ирландией и республикой Беларусью от имени правительства Ирландии. Это соглашение позволило сотням детей быть усыновлёнными в Ирландии.
За последние пятнадцать лет в сотрудничестве с доктором Уильямом Новиком из Novick Cardiac Alliance было проведено и осуществлено 4000 спасающих жизнь операций на сердце.

## Работа с Организацией Объединённых Наций
В 2001 году, к 15-й годовщине ядерной аварии, Рош открыла в штаб-квартире ООН в Нью-Йорке выставку «Чёрный ветер, белая земля», посвящённую Чернобыльской катастрофе. Чернобыльское наследие было продемонстрировано с помощью цифровых изображений, фотографий и скульптуры. Выставка представляла собой месячное межкультурное мероприятие, на котором были представлены работы художников, изображавших страдания, вызванные стихийным бедствием. ООН признала успех выставки выдающимся, и её европейская премьера состоялась в Дублине в 2002 году.
Рош продолжает работать с Организацией Объединённых Наций, освещая последствия чернобыльской катастрофы. За последнее десятилетие она участвовала в конференциях и симпозиумах, спонсируемых ООН, по последствиям Чернобыля. Она выступала с посланиями в Генеральной Ассамблее ООН, на конференции ЮНЕСКО по Чернобылю и на Международном фестивале мира в Манчестере. Рош давала советы и предложения Миссии ООН по оценке потребностей и сделала несколько предложений о том, как лучше всего помочь НКО в их попытках доставить гуманитарную помощь в наиболее пострадавшие районы Белоруссии, Украины и западной части России.
В июле 2003 года она была основным докладчиком на открытии Международной чернобыльской исследовательской и информационной сети (ICRIN) в Женеве, Швейцария. ICRIN — это инициатива, совместно спонсируемая ООН и Швейцарским агентством по развитию и сотрудничеству. Рош была назначена представителем НКО в руководящем комитете ICRIN.
В ознаменование 18-й годовщины трагедии в апреле 2004 года Рош пригласили выступить на Генеральной Ассамблее ООН в штаб-квартире в Нью-Йорке и показать оскароносный документальный фильм «Сердце Чернобыля». В 2004 г. организация Chernobyl Children International получила официальный статус неправительственной организации ООН. Она также была приглашена ПРООН в состав организационного комитета и выступила в качестве основного докладчика на Международной чернобыльской конференции, которая состоялась в Минске в апреле 2006 года (к 20-летию Чернобыльской катастрофы).
26 апреля 2016 года, в 30-ю годовщину Чернобыльской катастрофы, Рош выступила со знаковым обращением к Генеральной Ассамблее ООН в Нью-Йорке. Совершив беспрецедентный шаг, делегация Белоруссии в ООН предоставила ей время для выступления на дискуссии Генеральной Ассамблеи по Чернобылю в знак признания международной роли, которую Ирландия и организация Chernobyl Children International сыграли в оказании помощи жертвам чернобыльской катастрофы. Это был первый случай, когда обычному человеку (недипломату/неполитическому деятелю) была предоставлена честь выступить на Генеральной Ассамблее ООН в отведённое стране время.
8 декабря 2016 года в результате её обращения Организация Объединённых Наций ратифицировала «Непреходящее наследие Чернобыльской катастрофы», символическим элементом которого является проведение «Международного дня памяти чернобыльской катастрофы».

## Почести и награды
Рош была удостоена награды European Woman Laureate Award после выхода документального фильма «Чёрный ветер, белая земля» (1993 год), в котором рассказывается о страданиях чернобыльских детей. В том же году она получила звание «Человек года республики».
В 1997 году Рош получила международную премию мира Типперэри, «выдающуюся награду Ирландии за гуманитарную деятельность».
В 2001 году Рош была удостоена звания почётного доктора права Университета Альберты, Канада.
В 2007 году Рош получила гуманитарную премию Роберта Бернса.
В 2010 году Рош получила премию World of Children Health Award. С тех пор Chernobyl Children International спасла жизни тысячам детей, рождённых с врождёнными пороками сердца.
В 2015 году Рош была названа лауреатом премии World of Children Alumni Award Honoree за «невероятное влияние, которое она продолжает оказывать на жизнь детей Чернобыльского региона».
Также в 2015 году Рош получила гуманитарную премию принцессы Грейс.
Награды :
- Орден святителя Кирилла Туровского I степени (2020 г., Белорусская православная церковь)[12].
- Премия президента Торговой палаты Типперэри 2019 г.
- Свобода города Корк 2016[13]
- Премия Pride of Ireland за заслуги перед жизнью, 2016[14]
- Гуманитарная премия принцессы Грейс 2015[15]
- Топ-20 величайших женщин Ирландии всех времён 2014 г.
- Основной докладчик на праздновании первой годовщины японского землетрясения на Фукусиме в 2012 г.
- Гуманитарная премия Дэвида Чоу 2008 г.
- Гуманитарная премия Роберта Бернса 2007 г.
- Орден Франциска Скорины (6 марта 1998 г., Беларусь) — за активную благотворительную деятельность и большой личный вклад в осуществление проектов по оказанию гуманитарной помощи гражданам Республики Беларусь, потерпевшим от катастрофы на Чернобыльской АЭС[16]
- Кандидат от Народного альянса в президентской кампании Ирландии 1997 г.
- Европейский человек 1996 года
- Европейская женская премия-лауреат 1996 г.
- Ирландский человек 1996 года
- Первая ирландка избрана в совет директоров Международного бюро мира в Женеве.
- Назначенный правительством член правления Ирландского института радиологической защиты (RPII)

Почётные степени:
- Рош имеет степень почётного доктора права Университета Альберты, Канада.
- В 2002 году Ирландский национальный университет в Голуэе совместно с Али Хьюсон присудил ей степень доктора права.
- В 2016 году Лимерикский университет совместно с Али Хьюсон присудил ей степень доктора наук[17].

## Политика
Роше баллотировалась на пост президента Ирландии в качестве кандидата от коалиции Лейбористской партии, Левой Демократической партии и Партии зелёных на президентских выборах 1997 года.
Рош заняла четвёртое место из пяти кандидатов, набрав почти 7 % голосов.